# Awonawilona
Awonawilona, nella mitologia del popolo Zuñi del Nuovo Messico, è una divinità, conosciuta come "il supremo potere di dare la vita", creatore di tutte le cose; letteralmente si può tradurre come "colui che contiene tutto".
Il sesso della divinità non è specificato nel mito, perciò ci si riferisce ad essa sia con "lui" che con "lei". Inizialmente Awonawilona creò e divenne tutta l'acqua del mondo: da ciò nebbia, nuvole, larghi specchi d'acqua e aria si formarono. In altre versioni del mito la nebbia e il vapore esistevano già prima di Awonawilona. L'universo era formato da nove strati: il primo strato era la terra e gli altri otto fungevano da dimora per svariati animali, uccelli, e alberi.
In seguito Awonawilona creò il sole, ed egli stesso divenne il Padre Sole, poi fecondò il mare primordiale. Tale processo vide la formazione di una schiuma verde sopra lo stesso, la quale poi si indurì e si divise, dando origine a Awitelin Tsta (o Tsita), la Madre Terra, e Apoyan Tachi (o Tachu), il Padre Cielo, entrambi generatori di tutta la vita sulla Terra.
In seguito queste divinità portarono alla creazione degli esseri umani e di tutte le creature viventi.

## Altre versioni del mito
In un'altra versione, Poshaiyankya, il primo uomo, colui che per primo portò il popolo Zuñi sulla Terra, scappò dall'utero quadruplo di Awitelin Tsta e convinse Awonawilona ad inviare Ahaiyuta (la luce del mattino) e Matsailema (la stella della sera), altresì noti come gli dei gemelli della guerra, a portare il resto degli abitanti dell'utero, cioè l'umanità, alla luce.
Un'ulteriore versione riporta che Awonawilona inviò gli dei gemelli della guerra a creare persone che lo avrebbero ricompensato con offerte e preghiere.

## Curiosità
Awonawilona viene menzionato nel libro Il mondo nuovo di Aldous Huxley.